# Виссарион (Ильинский)
Архимандрит Виссарион (в миру Всеволод Васильевич Ильинский; 1850, Костромская губерния — не ранее 1918) — архимандрит Православной российской церкви, настоятель Николо-Бабаевского и Макариево-Унженского монастырей, костромской краевед.

## Биография
Родился в семье псаломщика. Окончил Костромскую духовную семинарию (1872).
Иерей в храме Рождества Пресвятой Богородицы при доме призрения бедных города Кинешма Костромской губернии, законоучитель в Богородицком (1873) и Кинешемском женском двухклассном (1875) училищах. Священник во Введенском храме села Колшево Кинешемского уезда (1877), затем в Христорождественском храме села Рождественское Ветлужского уезда (1879).
Окружной цензор проповедей и казначей (1880—1892), наблюдатель церковно-приходских школ 5-го Ветлужского округа (1885), затем Ветлужского уезда (1896—1903), законоучитель в местных церковно-приходских школах (1886—1895) и народном училище (1892—1910), действительный член Феодоровско-Сергиевского братства (1901).
Овдовел (1901). Дети: Василий, Александра, Вячеслав, Ольга, Иван.
Член (1901) и председатель (1908) Ветлужского отделения Костромского епархиального училищного совета.
Священник Спасского в Подвязье храма Костромы, член духовной консистории (1910).
Настоятель Николо-Бабаевского монастыря, архимандрит (1911), заведующий Николаевской церковно-приходской школой (1912).
Настоятель Макариево-Унженского первоклассного необщежительного монастыря, благочинный монастырей Костромской епархии (1914).
В 1917 году член Поместного собора Православной российской церкви по избранию как клирик от Костромской епархии, участвовал в 1-й сессии, член V, VII, XI, XIV, XVI Отделов и Высшего Церковного Совета, в январе 1918 года сложил полномочия по болезни.

## Награды
Набедренник (1880), скуфья (1886), камилавка (1892), наперсный крест (1894).
Ордена Святого Станислава 3-й и 2-й степени, Святой Анны 3-й (1901) и 2-й (1907) степени, Святого Владимира 4-й степени (1913).

## Сочинения
- Избрание епископов в Древней Церкви // Костромские епархиальные ведомости. 1891. — № 11.
- Священноархимандрит Иов [Харламов] // Костромские епархиальные ведомости. 1915. — № 8.